# Гельсендорф
Ґе́льзендорф (нім. Gelsendorf) — німецька сільськогосподарська колонія, котра існувала на території сучасного села Загірне.  

## Історія
Колонія заснована в 1784 році. Поселення було одним з багатьох поселень створених під час колонізаційної програми, розпочатої австрійським імператором Йосифом II, починаючи з 1782 року. До 1817 Ґельзендорф було частиною міста Бріґідау (Brigidau). 
7 (20) листопада 1917 року, відповідно до Третього Універсалу Української Центральної Ради, увійшло до складу Української Народної Республіки.

1 серпня 1934 р. в Стрийському повіті Станиславівського воєводства було створено гміну Дашава з центром в Дашаві. В склад гміни входили сільські громади: Ходовичі, Дашава, Ґельзендорф, Комарів, Лотатники, Олексичі, Підгірці, Стриганці, Піщани (в 1934 році село мало назву Татарське), Верчани і Йосиповичі.
На території Ґельзендорфа була побудована найкрасивіша церква німецьких поселень в Галичині. Її було зруйновано у 1944 році під час війни.
З відкриттям і видобутком природного газу з 1921 Ґельзендорф був одним з найбагатших громад у Галичині. На полях навколишніх фермерів були побудовані в 20-х і 30-х роках 10 газових свердловин.
У 1941 році велика частина німецького населення була репатрійована в Німецький Райх, на територію т. з. Вартегау (область навколо річки Варти, захоплена у Польщі в 1939 і приєднана до Райху). Тоді ж в Ґельзендорфі був організований пересильний табір для поляків, що депортуються з Вартегау.

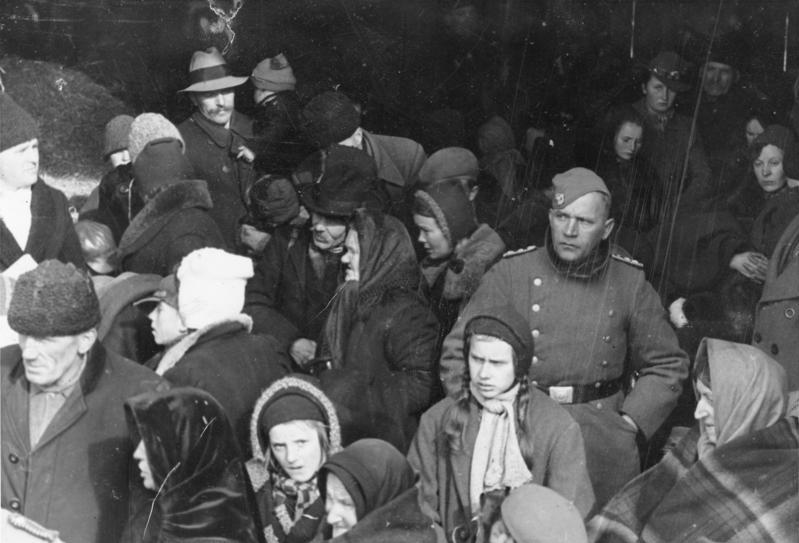
Ґельзендорф, розподільний табір поляків, депортованих з Вартегау, 1941